# Recenjak
Recenjak is een plaats in Slovenië en maakt deel uit van de gemeente Lovrenc na Pohorju in de NUTS-3-regio Podravska. De plaats telde 170 inwoners op 1 januari 2020.